# Der Drache mit den roten Augen
Der Drache mit den roten Augen (schwedisch Draken med de röda ögonen) ist ein Märchen von Astrid Lindgren.

## Handlung
Ein Bruder und seine Schwester kommen in den Schweinestall, um sich die kleinen Ferkel anzuschauen, die in der Nacht geboren wurden. Im Stall sehen sie nicht nur die Ferkel, sondern auch einen kleinen grünen Drachen mit roten Augen. Dieser wurde ebenfalls von der Sau zur Welt gebracht. Da der Drache seine Mutter immer beim Trinken beißt, will diese ihm schließlich nichts mehr geben. Daher ziehen die Geschwister den Drachen auf. Im Herbst verabschiedet sich der kleine Drache von den Geschwistern und fliegt mitten in den Sonnenuntergang. Dabei singt er glücklich mit einer klaren, hellen Stimme.

## Entstehungsgeschichte
Im Dezember 1953 erhielt Astrid Lindgren einen Brief von zwei dreizehnjährigen Jungen. Diese fragten sie, ob sie eine kleine Geschichte über einen Drachen für ihre Zeitschrift Maskrerade draken (deutsch: Der maskierte Drache) schreiben könne. Astrid Lindgren schrieb Der Drache mit den roten Augen und schickte die Geschichte an die beiden Jungen. Viel später wurde diese als Bilderbuch mit Illustrationen von Ilon Wikland veröffentlicht.

## Veröffentlichungen
1985 wurde die Geschichte unter dem Titel Draken med de röda ögonen in Schweden bei Rabén & Sjögren veröffentlicht. Im Februar 1986 erschien die deutschsprachige Ausgabe beim Oetinger Verlag. Illustriert wurde das Buch von Ilon Wikland. Senta Kapoun übersetzte den Text aus dem Schwedischen ins Deutsche.
Außerdem wurde die Geschichte vom Deutsche Grammophon Verlag als Hörbuch veröffentlicht. Gelesen wurde die Geschichte von Manfred Steffen.
In Deutschland wurde das Buch auch in ein Theaterstück umgeschrieben. Das Figurentheater Fadenschein zeigte das Stück 2013 in Berlin.
In Schweden wurden außerdem drei Briefmarken mit Ilon Wiklands Illustration vom Drachen mit den roten Augen herausgebracht.

## Interpretationsmöglichkeiten
Louise D'Arcens und Andrew Lynch meinen, dass die Geschichte von Astrid Lindgren den Verlust der Kindheit behandle. So werde die Geschichte aus Sicht einer Erwachsenen erzählt. Diese erinnere sich zurück an die Zeit, zu der sie noch ein Kind gewesen sei. In der Erzählung ihrer Kindheit komme keine erwachsene Figur vor. Eines Tages verabschiede sich der Drache unter Tränen, die Erwachsene erinnere sich daran, dass sie an dem Tag nur geweint habe und am Abend keine Geschichte mehr lesen könne. Mit dem folgenden Zitat würde sich die Erwachsene ans Ende ihrer Kindheit erinnern: „Jedes Jahr am zweiten Oktober denke ich an den Drachen meiner Kindheit. Denn an einem zweiten Oktober verschwand er.“
Das, durch den Abschied und die Abreise des Drachen hervorgerufene, Gefühl des Verlusts setze den Freuden der Fantasie und der Vorstellungskraft ein Ende und führe zu einer entzauberten Welt, die keinen Raum für Drachen ließe, sodass nur noch die Erinnerung übrig bliebe. So werde in der Geschichte der Verlust der Kindheit betrauert, welcher durch eine Aufteilung  zwischen Vergangenheit und Zukunft, vormodern und modern, Kind und Erwachsener dargestellt werde.
Gabriele Cromme meint, dass das Buch unter anderem thematisiere, dass „Liebesfähigkeit, Fürsorglichkeit und Einfühlungsvermögen auch Loslassen und Frei-Sein-Lassen bedeuten“  könne.